# Quidditch Through the Ages
Quidditch Through the Ages, publicado no Brasil como Quadribol Através dos Séculos e em Portugal com o título O Quidditch Através dos Tempos (Portugal) é um livro escrito por J. K. Rowling sob o pseudônimo de Kennilworthy Whisp, que, assim como Animais Fantásticos e Onde Habitam, é baseado na série Harry Potter e teve seus direitos cedidos à instituição Comic Relief, que atua com crianças carentes utilizando o riso. O livro é réplica de uma publicação citada na série, contando a história do esporte fictício quadribol.

## Sinopse e estrutura
Conforme descrito no prefácio, escrito pelo diretor de Hogwarts, Alvo Dumbledore, Quadribol Através dos Séculos é uma réplica de um dos exemplares da biblioteca da escola de um livro sobre o esporte do quadribol. A primeira página inclusive tem uma lista de nomes dos alunos que locaram o exemplar e no prefácio, Dumbledore conta suas dificuldades ao tentar convencer a bibliotecária Madame Pince a deixar-lhe pegar o livro para a réplica mesmo após detalhar que seria para ajudar a caridade do Comic Relief. Na versão brasileira, alguns nomes são dados como no original junto com uma tradução entre parênteses pela tradutora Lia Wyler.
Os primeiros capítulos detalham os meios de transporte bruxos e a evolução das vassouras voadoras, para em seguida listar jogos e esportes que bruxos praticavam montados em vassouras. Em seguida há um estudo da história do Quadribol, desde suas origens como um jogo praticado por bruxos no Brejo de Queerditch (daí o nome Quidditch, que a tradutora Lia Wyler verteu para Quadribol), com descrição da evolução do esporte. O jogo em si é analisado detalhando os jogadores, bolas e campo da partida, e listando algumas faltas e manobras de jogo. Por fim, é feita uma relação dos times britânicos de Quadribol, e uma análise da popularidade do esporte em outros países.
O tom do livro é bastante cômico, com o esporte inspirando casos inusitados e anedotas. Além disso há várias piadas internas, como a página dos direitos autorais tendo frases de bruxos famosos que citam eventos de livros anteriores da série Harry Potter, e a menção de que na América do Norte o quadribol é secundário ao jogo local Trancabola - referência a como nesse continente o futebol, um esporte britânico que é o mais popular do mundo, é desprezado em prol do futebol americano.